# 自動識別系統

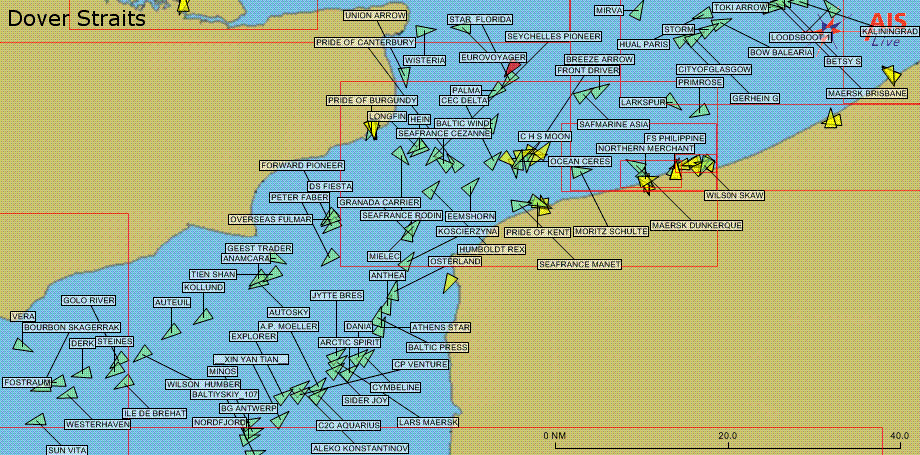
多佛海峽的船舶AIS資料

自動識別系統（Automatic Identification System），是安裝在船舶上的一套自動追蹤系統，藉由與鄰近船舶、AIS岸台、以及衛星等設備交換電子資料，並且供船舶交通管理系統辨識及定位。當衛星偵測到訊號，則會顯示。資料可供應到海事雷達，以優先避免在海上交通發生碰撞事故。
由所發出的訊息包括獨特的識別碼、船名、位置、航向、船速，並顯示在AIS的螢幕或電子海圖上。AIS可協助當值船副以及海事主管單位追蹤及監視船舶動向。整合了標準的VHF傳送器以及由或接收器所提供的位置訊息，以及其他的電子航海設施，例如電羅經或是舵角指示器。船舶裝有收發機和詢答機時，可以被岸台所追蹤。或者當遠離海岸過遠時，可藉由特別安裝的AIS接收器，經由相當數量的衛星以便從龐大數量的信號中辨識船位。
國際海事組織中《國際海上人命安全公約》（SOLAS）要求航行於國際水域，總噸位在300以上之船舶，以及所有不論噸位大小的客船，均應安裝AIS。

## 外部連結
- 船舶AIS即時動態圖 （英文）
- AIS Currents & Ocean Dynamics 2.0 （页面存档备份，存于） ocean current mapping resources by e-Odyn
- AIS research resources （页面存档备份，存于） a list of references
- AllAboutAIS.com （页面存档备份，存于） a general explanation of AIS and terms
- US Coast Guard （页面存档备份，存于） a general explanation of AIS and terms
- VTMiS information （页面存档备份，存于） International Maritime SAR Safety and Security Consultancy vessel information services

Ship tracking services:
- VIDEGRO Ships （页面存档备份，存于）, an Android application
- FleetMon （页面存档备份，存于）
- Marine Benchmark （页面存档备份，存于）, vessel and voyage statistics
- Marine Traffic （页面存档备份，存于）
- Precise Intelligence （页面存档备份，存于）, Voyage statistics and seaborne commodity tradeflow
- Vessel Finder （页面存档备份，存于）
- Vesseltracker （页面存档备份，存于）